# Championnats de France d'athlétisme 1990
Navigation
Championnats 1989 Championnats 1991
Les Championnats de France d'athlétisme 1990 ont eu lieu du 27 au 29 juillet 1990 au Stade municipal de Blois. Le triple saut féminin est disputé pour la première fois lors de cette compétition.

## Palmarès
| Discipline             | Hommes                | Hommes         | Femmes                 | Femmes        |
| ---------------------- | --------------------- | -------------- | ---------------------- | ------------- |
| 100 m                  | Daniel Sangouma       | 10 s 25        | Laurence Bily          | 11 s 21       |
| 200 m                  | Jean-Charles Trouabal | 20 s 47        | Fabienne Ficher        | 23 s 19       |
| 400 m                  | Olivier Noirot        | 46 s 04        | Evelyne Elien          | 52 s 55       |
| 800 m                  | Frédéric Sillé        | 1 min 48 s 56  | Christine Jaunin       | 2 min 04 s 27 |
| 1 500 m                | Hervé Phélippeau      | 3 min 40 s 77  | Farida Fatès           | 4 min 16 s 20 |
| 3 000 m                | -                     | -              | Annette Sergent        | 8 min 54 s 84 |
| 5 000 m                | Jean-Louis Prianon    | 13 min 40 s 42 | -                      | -             |
| 100 m haies            | -                     | -              | Monique Ewanje-Épée    | 12 s 73       |
| 110 m haies            | Philippe Tourret      | 13 s 34        | -                      | -             |
| 400 m haies            | Stéphane Diagana      | 50 s 11        | Marie-Christine Cazier | 56 s 09       |
| 3 000 m steeple        | Bruno Le Stum         | 8 min 34 s 63  | -                      | -             |
| Saut en longueur       | Jean-Louis Rapnouil   | 7,95 m         | Caroline Aubert        | 6,26 m        |
| Triple saut            | Pierre Camara         | 16,52 m        | Sylvie Borda           | 13,12 m       |
| Saut en hauteur        | Jean-Charles Gicquel  | 2,26 m         | Odile Lesage           | 1,88 m        |
| Saut à la perche       | Ferenc Salbert        | 5,62 m         | -                      | -             |
| Lancer du poids        | Luc Viudès            | 18,70 m        | Annick Maurice         | 15,85 m       |
| Lancer du disque       | Patrick Journoud      | 56,38 m        | Agnès Teppe            | 55,26 m       |
| Lancer du marteau      | Raphaël Piolanti      | 74,76 m        | -                      | -             |
| Lancer du javelot      | Pascal Lefevre        | 81,92 m        | Nadine Auzeil          | 57,98 m       |
| Décathlon / Heptathlon | Christian Plaziat     | 8 525 pts      | Liliane Ménissier      | 5 810 pts     |